# High School Musical 2
High School Musical 2 is een vervolg op de Emmy winnende Disney Channel Original Movie, High School Musical. De film is in Amerika op 17 augustus 2007 in première gegaan. Een derde (bioscoop)film is uitgekomen in 2008.

## Kenmerken
De film werd opgenomen in Salt Lake City en St. Georgia, beide gelegen in de Amerikaanse staat Utah. Op 17 augustus 2007 werd de film voor het eerst uitgezonden op de Amerikaanse televisie, namelijk door Disney Channel. 17,2 miljoen Amerikanen stemden af op de uitzending, een record voor een Disney Channel Original Movie. Het was daarmee tevens de best bekeken televisiefilm ooit. De dag erna werd het programma ""High School Musical 2: Wildcat Chat" uitgezonden, waarin vragen van kijkers werden beantwoord. In de maanden voorafgaand aan de première van de film werd het programma "Road To High School Musical 2" uitgezonden, waarin de kijkers een kijkje achter de schermen van de film werd gegeven.
In de Verenigde Staten zal de dvd van de film op 11 december 2007 in de winkels liggen. Rond dezelfde tijd wordt ook een Blurayversie van de film verwacht. De film werd namelijk opgenomen in High Definition. De HD-versie werd enkele dagen na de tv-première door DIRECTV uitgezonden.
In Nederland werd High School Musical 2 voor het eerst uitgezonden op Net5, op zaterdag 29 september 2007. De dvd zal verschijnen op 28 november.
Tot nu toe is de film genomineerd voor één Teen Choice Award voor Beste Televisiefilm.

## Verhaal
De studenten van East High hebben de zomer voor de boeg. Troy en de Wildcats zijn het ermee eens dat ze allen een baantje nodig hebben. Met name Troy heeft zijn baantje hard nodig voor zijn school. Gabriella zal tot de diploma-uitreiking bij hen blijven, tot teleurstelling van Sharpay. Troy belooft haar dat hij en Gabriella de hele vakantie bij elkaar zullen zijn, en hij geeft haar een halsketting met de letter "T" erop.
Sharpay weet Mr. Fulton te overtuigen om Troy aan te nemen bij Lava Springs, de countryclub waar zij en haar broer vakantie zullen vieren. Op die manier zullen Troy en Sharpay de hele zomer bij elkaar zijn. Troy neemt echter ook de Wildcats en Gabriella mee. Sharpay is hier niet blij en vraagt Mr. Fulton of hij hen niet kan ontslaan. Hij doet dit niet. In plaats daarvan besluit Sharpay hun verblijf in Lava Springs te verpesten zodat ze weg zullen gaan.
Troy en Gabriella picknicken op de golfbaan, en op het moment wanneer de twee elkaar willen zoenen ziet Sharpay hen en doet ze de sprinklerinstallatie aan.
Met het dichterbijkomen van de jaarlijkse Star Dazzl-talentenjacht in Lava Springs weet Kelsi Troy en Gabriella te overtuigen een duet te zingen. Troy besluit alleen akkoord te gaan als de Wildcats ook mee mogen doen aan de talentenjacht. Ryan hoort dit en vertelt dit aan zijn zus.
Sharpay nodigt Troy uit om de dineren met haar ouders en vraagt hem met haar te zingen tijdens de talentenjacht. Overtuigd dat Sharpay's ouders hem kunnen helpen met geld voor school accepteert hij Sharpay's voorstel. Troy moet tijdens het diner snel opstappen, hij heeft een tweede afspraakje met Gabriella. Het afspraakje is maar van korte duur, want opnieuw betrapt Mr. Fulton hen, dit keer bij het zwembad.
De volgende dag promoveert Mr. Fulton opvallend genoeg Troy tot golfinstructeur. Met een verhoogd salaris is Troy zijn geldzorgen voor het volgende schooljaar kwijt. Sharpay weet Troy te melden dat er basketbalscouts aanwezig zullen zijn bij de talentenjacht. Troy verlaat Gabriella en zijn vrienden om een plaatsje in het basketbalteam van de school te krijgen.
Sharpay geeft Kelsi de opdracht om haar het liedje te geven dat de oorspronkelijk schreef voor Troy en Gabriella, zodat zij en Troy het kunnen zingen tijdens de talentenjacht. Nadat Sharpay Ryan uit de talentenjacht zette voor Troy, realiseert Ryan zich dat zij Troy gebruikt. Hij gaat naar de staf van de basketbalscouts. Daar komen Ryan, Gabriella en de Wildcats overeen dat ze een nieuwe act zullen schrijven voor de talentenjacht.
Later in de vakantie zijn Ryan en Gabriella aan het dansen terwijl Troy binnenwandelt. Troy is meteen jaloers. Sharpay realiseert zich dat Ryan, Gabriella en de Wildcats weleens de show zouden kunnen gaan stelen, en de komt met Mr. Fulton overeen dat hun act niet door zal gaan. Kwaad dat hun act is geannuleerd confronteert Gabriella Sharpay met haar gedrag. Sharpay ziet zichzelf als de grote winnaar, en Gabriella loopt weg. Troy probeert Gabriella te overtuigen om te blijven, maar Gabriella vertelt hem dat ze van gedachten is veranderd. Het lijkt nogal stroef te gaan tussen de twee. Gabriella is niet te overtuigen, ze verlaat de countryclub en ze geeft de halsketting die Troy haar gaf terug aan hem. De Wildcats blijven kwaad achter. Troy ziet zijn fouten in. Hij besluit het duet met Sharpay af te zeggen en hij krijgt zijn oude baantje in de keuken terug.
Sharpay moet noodgedwongen op zoek naar een nieuwe partner, en ze vraagt Ryan om met haar te zingen. Hij weigert en vertelt haar dat zij vanavond alleen in de spotlights mag staan. Ryan realiseert zich dat Sharpay weleens voor gek zou kunnen gaan staan op het podium. Hij vraagt Troy om met haar te zingen, maar dan een nieuw liedje dat enkel Gabriella kent. Troy en Gabriella zijn weer herenigd op het podium en zingen een duet, samen met de Wildcats. Mr. Fulton wil de Star Dazzle-award aan Sharpay geven, maar Sharpay pakt de prijs af en geeft hem aan haar eigen broer Ryan.
Na de talentenjacht kijken Troy, Gabriella en de Wildcats toe hoe het vuurwerk wordt afgestoken. Troy en Gabriella zoenen elkaar. De film eindigt met een zwembadfeest, terwijl de cast samen zingt.

## Rolverdeling
| Acteur           | Personage         |
| ---------------- | ----------------- |
| Zac Efron        | Troy Bolton       |
| Vanessa Hudgens  | Gabriella Montez  |
| Ashley Tisdale   | Sharpay Evans     |
| Lucas Grabeel    | Ryan Evans        |
| Monique Coleman  | Taylor McKessie   |
| Corbin Bleu      | Chad Danforth     |
| Olesya Rulin     | Kelsi Nielsen     |
| Chris Warren jr. | Zeke Baylor       |
| Ryne Sanborn     | Jason Cross       |
| Kaycee Stroh     | Martha Cox        |
| Alyson Reed      | Mrs. Darbus       |
| Bart Johnson     | coach Jack Bolton |

## Nederlandse stemmen
| Acteur             | Personage         |
| ------------------ | ----------------- |
| Headhunterz        | Troy Bolton       |
| Rosanne Thesing    | Gabriella Montez  |
| Lizemijn Libgott   | Sharpay Evans     |
| Florus van Rooijen | Ryan Evans        |
| Sita Manichand     | Taylor McKessie   |
| Levi van Kempen    | Chad Danforth     |
| Marjolein Algera   | Mrs. Darbus       |
| Finn Poncin        | coach Jack Bolton |
| Rutger Metsch      | Jason             |
| Meghna Kumar       | Kelsi             |
| Xander Gallois     | Zeke              |
| Holanda Lazic      | Martha            |
| Ewout Eggink       | Meneer Fulton     |
| Hetty Heyting      | Mevrouw Bolton    |
| Sander de Heer     | Meneer Evans      |
| Jannemien Cnossen  | Mevrouw Evans     |

## Filmmuziek
Het muziekalbum ging in première op 14 augustus 2007 in de Verenigde Staten. Daar werden in de eerste week na de première 615.000 exemplaren van het album verkocht. Het album stond op nummer één in de Billboard 200, op Amazon.com en in de iTunes Store. Ook in Nederland is het verkrijgbaar.
| #  | Nummer                                      | Lengte | Artiesten                  | Geschreven door                  |
| -- | ------------------------------------------- | ------ | -------------------------- | -------------------------------- |
| 1  | "What Time Is It?"                          | 3:18   | Iedereen                   | Matthew Gerrard en Robbie Nevill |
| 2  | "Fabulous"                                  | 3:00   | Ryan & Sharpay             | David Lawrence en Faye Greenberg |
| 3  | "Work This Out"                             | 3:03   | Cast - High School Musical | Randy Petersen en Kevin Quinn    |
| 4  | "You Are the Music In Me"                   | 3:26   | Troy & Gabriella           | Jamie Houston                    |
| 5  | "I Don't Dance"                             | 3:37   | Chad & Ryan                | Matthew Gerrard en Robbie Nevill |
| 6  | "You Are the Music in Me" (Sharpay-version) | 2:27   | Sharpay                    | Jamie Houston                    |
| 7  | "Gotta Go My Own Way"                       | 3:42   | Troy & Gabriella           | Andy Dodd and Adam Watts         |
| 8  | "Bet On It"                                 | 3:16   | Troy                       | Antonina Armato en Tim James     |
| 9  | "Everyday"                                  | 4:38   | Troy & Gabriella           | Jamie Houston                    |
| 10 | "All for One"                               | 4:13   | Iedereen                   | Matthew Gerrard en Robbie Nevill |
| 11 | "Humuhumunukunukuapua'a"                    | 3:08   | Sharpay                    | David Lawrence en Faye Greenberg |

## Discografie

### Albums
| Album met eventuele hitnotering(en) in de Nederlandse Album Top 100 | Datum van verschijnen | Datum van binnenkomst | Hoogste positie | Aantal weken | Opmerkingen |
| ------------------------------------------------------------------- | --------------------- | --------------------- | --------------- | ------------ | ----------- |
| High School Musical 2                                               | 2007                  | 06-10-2007            | 21              | 33           | Soundtrack  |

| Album met hitnotering(en) in de Vlaamse Ultratop 200 albums | Datum van verschijnen | Datum van binnenkomst | Hoogste positie | Aantal weken | Opmerkingen |
| ----------------------------------------------------------- | --------------------- | --------------------- | --------------- | ------------ | ----------- |
| High School Musical 2                                       | 2007                  | 12-01-2008            | 47              | 25           | Soundtrack  |

## Releasedata
| Land                     | Zender         | Datum             |                 |
| ------------------------ | -------------- | ----------------- | --------------- |
| Verenigde Staten         | Disney Channel | 17 augustus 2007  |                 |
| Canada                   | Family Channel | 17 augustus 2007  |                 |
| Azië                     | Disney Channel | 9 september 2007  |                 |
| Verenigd Koninkrijk      | Disney Channel | 21 september 2007 |                 |
| Australië, Nieuw-Zeeland | Disney Channel | 22 september 2007 |                 |
| Duitsland                | Disney Channel | 22 september 2007 |                 |
| Mexico                   | Disney Channel | 22 september 2007 |                 |
| Italië                   | Disney Channel | 29 september 2007 |                 |
| Nederland                | Net5           | 29 september 2007 | Engelstalig     |
| Nederland                | Jetix          | 3 november 2007   | Nederlandstalig |
| Nederland                | Nederland 3    | 11 oktober 2008   | Nederlandstalig |
| Spanje                   | Disney Channel | 29 september 2007 |                 |
| België                   | één            | 28 oktober 2007   |                 |

## Trivia
- Troy Bolton is het enige personage dat een solo heeft.
- In deze film zingt Zac Efron wel zijn eigen liedjes. In het eerste deel werden zijn liedjes gedeeltelijk ingezongen door Andrew Seeley.
- Tijdens het liedje "All for One" heeft Miley Cyrus een kleine Cameo.
- In onder andere Nederland zijn enkele liedjes uit de film bewerkt naar de moedertaal van dat land. Zo is in Nederland is het liedje "You are the music in me" vertaald naar "De stem van mijn hart" en ingezongen door Thomas Berge en Tess.
- Het nummer "Humuhumunukunukuapua'a" dat voorkomt in een verwijderde scène was wel te zien op 28 oktober 2007 bij de vertoning van de zender één in België.